# Tivoli-Neu Stadion
Il Tivoli-Neu Stadion, conosciuto come Tivoli Stadion Tirol per motivi di sponsor, è uno stadio calcistico situato a Innsbruck, in Austria. Si tratta di uno dei quattro impianti scelti per ospitare le partite del Campionato europeo di calcio 2008, che l'Austria organizzò insieme alla Svizzera.
Per tale campionato europeo, la capienza dello stadio è stata ampliata temporaneamente, per poi procedere alla rimozione delle tribune supplementari dopo la manifestazione.
È sede delle partite casalinghe del Wacker Innsbruck, principale società calcistica cittadina, nonché della squadra di football americano dei Tirol Raiders. Dal 2019 ospita anche le partite casalinghe del WSG Swarovski Tirol.

## Storia
La costruzione dello stadio iniziò nell'ottobre 1998, con l'intento di dare alla città di Innsbruck un impianto sportivo multifunzionale completamente nuovo. In quegli anni la squadra di calcio cittadina del Tirol Innsbruck era ai vertici del campionato austriaco, ma giocava le partite casalinghe nel vetusto Stadion am Tivoli.
La città decise di finanziare la costruzione del nuovo stadio, insieme ad altri partner sia pubblici (il Land Tirolo e lo Stato) che privati (ISpA GmbH). La costruzione dell'impianto fu portata a termine nel 2000 e lo stadio venne inaugurato l'8 settembre di quell'anno con la partita Tirol Innsbruck-Rapid Vienna (1-0).
Nel 2002 il Tirol Innsbruck conobbe crescenti difficoltà finanziarie che portarono al fallimento della società e alla scomparsa della squadra di calcio. Un nuovo club, il Wacker Tirol, fu fondato e iscritto al campionato di Regionalliga, riuscendo a conquistare la promozione in massima serie nel giro di due anni. Così, quando l'UEFA scelse di affidare l'organizzazione del campionato europeo di calcio 2008 ad Austria e Svizzera, Innsbruck fu una delle quattro sedi austriache scelte dal comitato organizzatore, insieme a Salisburgo, Klagenfurt e Vienna.

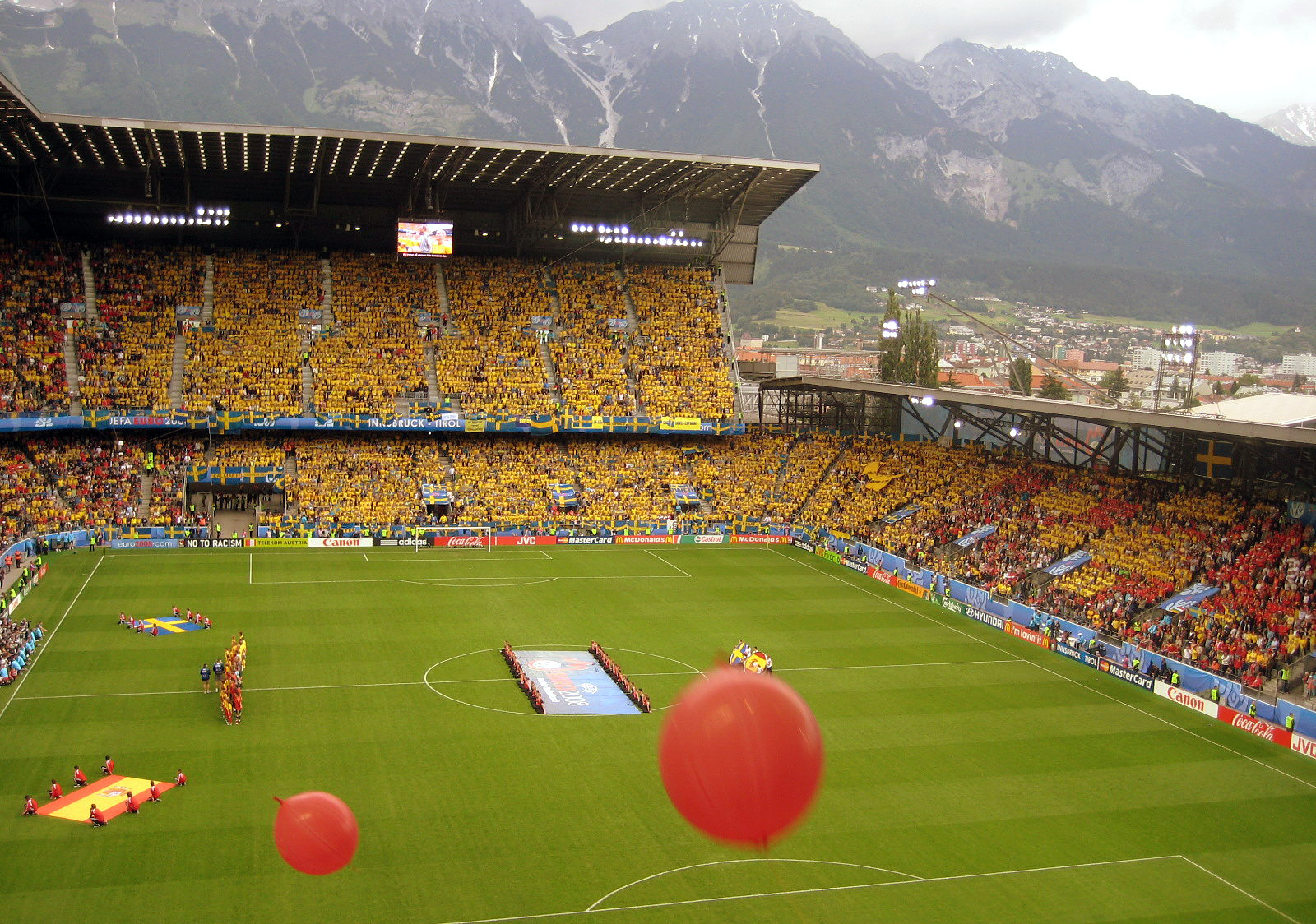
Lo stadio durante Euro 2008, con il secondo livello delle tribune, poi smontato dopo la manifestazione

Per Euro 2008 la capienza dello stadio fu innalzata, portandola ai 30 000 spettatori richiesti dalla UEFA per le partite del primo turno. Si giocarono al Tivoli-Neu tre gare del gruppo D, quello dei futuri campioni d'Europa della Spagna. A fine manifestazione, la capacità venne ridotta, smontando le tribune supplementari provvisorie, portandola agli attuali 16 008 posti.
Lo stadio ha ospitato anche alcune partite della Nazionale austriaca, oltre ad eventi legati al football americano: è infatti sede delle gare casalinghe dei Tirol Raiders, la squadra cittadina. Qui si sono tenute tre edizioni dell'Eurobowl (2008, 2009, 2011) e una finale del campionato austriaco (2010). Inoltre, è stato fra le sedi del campionato mondiale di football americano 2011, ospitato dall'Austria. In occasione dell'Eurobowl 2011 si è registrato il record di presenze per gare di football americano in questo stadio, con 8 600 spettatori presenti.
Nel 2011, un accordo sottoscritto dal Wacker Innsbruck e dalla società Olympiaworld con la Tirol Werbung ha portato la denominazione commerciale di Tivoli Stadion Tirol per un periodo di 10 anni.

## Eventi ospitati

### Calcio

#### Euro 2008
- 10 giugno 2008  Spagna- Russia 4-1 (Gruppo D)
- 14 giugno 2008  Svezia- Spagna 1-2 (Gruppo D)
- 18 giugno 2008  Russia- Svezia 2-0 (Gruppo D)

### Football americano

#### Eurobowl
- 5 luglio 2008  Vienna Vikings- Tirol Raiders 24-28
- 11 luglio 2009  Flash de La Courneuve- Tirol Raiders 19-30
- 19 giugno 2011  Berlin Adler- Tirol Raiders 12-27
- 6 luglio 2013  Vienna Vikings- Tirol Raiders 37-14

#### Campionato austriaco
- 9 luglio 2010 Danube Dragons-Tirol Raiders 28-21

#### Mondiale 2011
- 8 luglio 2011  Stati Uniti- Australia 61-0
- 8 luglio 2011  Messico- Germania 22-15
- 10 luglio 2011  Messico- Australia 65-0
- 10 luglio 2011  Stati Uniti- Germania 48-7
- 12 luglio 2011  Germania- Australia 30-20
- 12 luglio 2011  Stati Uniti- Messico 17-7